# Forčići
Forčići is een plaats in de gemeente Buzet in de Kroatische provincie Istrië. De plaats telt 27 inwoners (2001).